# Lloydia yunnanensis
Lloydia yunnanensis är en liljeväxtart som beskrevs av Adrien René Franchet. Lloydia yunnanensis ingår i släktet Lloydia och familjen liljeväxter. Inga underarter finns listade.